# Верх-Майзасский сельсовет
Верх-Майзасский сельсовет — муниципальное образование в Кыштовском районе Новосибирской области.
Административный центр поселения — село Верх-Майзас.

## География
Территория поселения общей площадью 459 км² расположена на расстоянии 630 километров от областного центра, в 188 километрах от ближайшей железнодорожной станции и в 30 км от районного центра. Экономико-географическое положение поселения не очень выгодное.

## История
Верх-Майзасское сельское поселение (сельсовет) образовано в 1968 году.

## Население
| 2002 | 2008 | 2010 | 2012 | 2013 | 2014 | 2015 |
| ---- | ---- | ---- | ---- | ---- | ---- | ---- |
| 904  | ↘733 | ↘559 | ↘529 | ↘508 | ↘492 | ↘484 |
| 2016 | 2017 | 2018 | 2019 | 2020 | 2021 |      |
| ↘470 | ↘462 | ↘447 | ↘417 | ↘399 | ↘381 |      |

На территории поселения проживают русские.

## Состав сельского поселения
| № | Населённый пункт | Тип населённого пункта       | Население |
| - | ---------------- | ---------------------------- | --------- |
| 1 | Берестянка       | деревня                      | ↘10       |
| 2 | Верх-Майзас      | село, административный центр | ↘187      |
| 3 | Ивановка         | деревня                      | ↘154      |
| 4 | Камышинка        | деревня                      | ↘193      |
| 5 | Старый Майзас    | деревня                      | ↘9        |
| 6 | Худышка          | деревня                      | ↘6        |

В трёх населённых пунктах проживает менее 20 человек, в них нет школ, магазинов, клубов, ФАПов.